# Obleganje neba
Obleganje neba (1979) Vladimirja Kavčiča je vojni roman, ki obravnava travmatično izkušnjo druge svetovne vojne in revolucije na Slovenskem. 
Pri dojemanju vojnega dogajanja odpira nove in nenavadne zorne kote skozi otroške oči (otroška perspektiva). Slednja omogoča doživljajsko oddaljevanje od običajnega, razumsko obvladanega, posplošujočega zgodovinskega gledanja na ljudi in njihovo početja v vojni. V romanu je "deheroiziran" junak, junak, ki je obsojen v položaj nenehne ogroženosti, k osebnemu tragizmu brez možnosti izbire.

## Vsebina
Zgodba zajema neimenovanega posameznika, ki se giblje po širšem slovenskem in zunajevropskem prostoru. Sodeluje v dogodkih, ki so pripovedovani tako, da jih ni mogoče zanesljivo razmejiti. Lahko so to njegovi spomini na dogodke, ali pripadajo kateri drugi osebi, ti pa so opisani kot spomini in so zato opisani zelo skromno, včasih samo nakazani. Pri tem pa je prostorska, časovna in vzročna povezava težko ugotovljiva in je bralčevo razumevanje zgodbe romana odvisno od njegove interpretacije prebranega.
Pacient v psihiatričnem zavodu piše zapiske o svojih vojnih doživetjih, ki segajo v njegova otroška leta (srečanje z vojaki, smrt brata, otroški strah pred okupatorskim požigom hiše) in povojnih spominih, pri katerih je nejasno ali gre za spomine iste osebe, ali spomine druge osebe. V romanu je ena izmed oseb fant, ki se šola in nadaljnji zapiski se nanašajo na fantovo osamosvajanje, vegetiranje, neuspešno ljubezensko zvezo in končajo se s samomorom. V središču avtorjevega zanimanja je posameznik, ki je preživel vojno, a se zaradi travmatičnih dogodkov ne more vklopiti v povojno življenje. Mučijo ga spomini na ubijanje in medsebojna obračunavnja. Pacient piše svoje zapiske v treh osebah in tako povečuje vtis, da gre za dogodke različnih oseb, bolezensko stanje pa mu onemogoča, da bi pisal objektivistično.
Roman se sklene z Epilogom, ki lajša njegovo razumevanje.

## Kritike
"Kavčič združuje ljubezen do literature z ljubeznijo do resnice – literatura mu pomeni medij, prek katerega "na umetniški način" dojemamo resnico o "družbeni totalnosti"." (Kos 1990: 232)
"Seveda Vladimir Kavčič ni samo to: namreč pisatelj, ki ga nadvse prizadeva zlasti moralna plat človekovega doživjljenja v tem času in prostoru, ampak tudi angažiran kultuno-politični delavec, se pravi esejist in kritik nekaterih kulturnih pojavov pri nas, zadnje čase tudi človek, ki neposredno poega na polje kulturne politike, kajpada v vlogi predsednika Kulturne skupnosti Slovenije. Vladimir Kavčič raje govori o stvarnih rečeh kot o "sebi"." (Horvat 1983: 10)
"Posebnost romana je nepremočrtno opisovanje dogodkov, razbitost dogajanja na kratke zgoščene opise situacij, menjavanje izhodiščnega zornega kota, uvajanje otroške perspektive gledanja na vojno dogajanje, opazen premik  "deheroiziranega junaka" k junaku, ki je obsojen v položaj nenehne ogroženosti. Čas in prostor sta trdno določena, hkrati pa nenehno padata iz svoje naravne logike in mehanike, s preskoki nazaj in naprej, z gledanjem v bližino ali v skrajno odmaknjeno daljavo. Pripovedovalec pripoveduje v prvi, drugi ali tretji osebi." (Paternu 1981: 483) 
"V zvezi s tem je tu še opozorilo, da bi tudi te zapiske bilo treba brati na ustrezen način, ki pa ga še niso odkrili in se pravzaprav
odkriva sproti »v procesu soočanja z besedilom«: To je podobno pokrajini, ki jo je zalila voda. Stavki so otočki, ki štrlijo iz nje. Prav tako, kot je prostor okrog nas poln nevidnega, je poln nevidnega tudi prostor Kavčičevega romana-neromana: beremo otočke in si zamišljamo
pokrajino brez vode, celino v celoti. In se ob tem zavedamo, da je potemtakem vsaka romanska pokrajina bolj ali manj zalita z vodo in je samo v rokah pisatelja, ali nam s svojo besedo zmore pričarati iluzijo celine v celoti. Vladimiru Kavčiču seveda ni šlo za iluzijo, prej nasprotno. Verjetno je želel na svoj ustrezen način pretresti vest sodobnega človeka, ki zanj bolj in bolj postaja neodvrgljiva oznaka ubijalec (homo necans); kajti če nas še tako zanima tipologija dobe, je jasno, da za tisto, kar smo preživeli, ni mogoče
kriviti časa. Kavčičeva neiluzivna beseda, nič kolikokrat izžemajoča samo sebe v dovtipni igri, je sicer izredno zahtevna, toda obenem tako odtehtana, izglajena, prečiščena, da je užitek vračati se k njej, tudi če se nam mogoče še potem ne bo odkrila v vsej svoji globoki, nefingirano globoki pomenskosti." (Benhart 1982: 287, 288)
"Kavčič je namreč v svojem zrelem ustvarjanju poleg zgodnjih del s kafkovsko temaiko najizrazitejši del posvetil prav vojnemu romanu (Trilogija Žrtve, 1968-70, njeno nadaljevanje Ko nebo zažari, 1986, Zapisnik, 1973, Obleganje neba, 1979). Že v svoji zgodnejši prozi je pokazal, da ga ne zanima ideološka mitologizacija obravnavanega obdobja, temveč predvsem usoda posameznika v njem. V središče postavlja vedno znova ljudi in njihove dileme sredi boja na življenje in smrt, v zgodovinskem dogajanju, ki uničuje in razoseblja vse, kar naj bi bilo človeško." (Pogačnik 2001: 172, 173)
"Kavčičev roman Obleganje neba (1979): avtor, kot da je prepričan, da utečeno fabuliranje še zdaleč ne daje podobe zapletenosti življenjske resnice, zato dopušča, da spregovorijo razni dokumenti in naključni dogajanjski odlomki, vse to v okviru iskanja identitete v čudnih okoliščinah najdenega neznanega in z nekakšnim šokom prizadetega človeka." (Benhart 1984: 86)
"Njegova fabula ne zajema več skupine oseb v določenem zemljepisnem področju, temveč neimenovanega posameznika, ki se giblje po širšem slovenskem in celo zunajevropskem prostoru. Dogodki, v katerih je soudeležen, so pripovedovani tako, da jih ni mogoče zanesljivo razmejiti: morda pripadajo njemu ali pa kaki stranski osebi. Razen tega so dogodki obnovljeni iz spominske distance, zato so opisani zelo skopo, največkrat pa so samo nakazani. Pri tem je njihova vzročno-posledična, prostorska in časovna povezava težko ugotovljiva. Zato je mogoče povzeti romanopisno zgodbo samo približno." (Dolgan 1981: 83)
"Spoznavanje globljih zakonitosti življenja se pri pisatelju ni nikoli in nikjer izrodilo v odmišljena gibanja in be¬sedne igre, ampak je izhajalo iz resničnega utripa konkretnih ljudi. Najsi se za hip požene z modernističnim, asociativnim skokom v svet domišljijskih možnosti, kot v romanu Obleganje neba (1979), že se mu strga mreža sanjsko-domišljijskih prividov in je zopet sredi svoje podblegoške mladosti. Stvaren in domač je tudi tedaj, ko si iz¬bere davno, zgodovinsko snov." (Bohanec 1984: 258, 259)
"Osnova romana je neideološka, sicer pa življenjska, naravoslovno določena in spominska meditacija. V njem so spomini (reminiscence) na povojno kazensko taborišče in na emigracijo. Pisatelj ima smisel za nadrobni opis. Posebnost romana je njegova zgradba: besedilo sestoji iz poglavij, ki jih označujejo kratek, zgoščen opis položaja pa razmišljanje in spomini na (vojne) dogodke." (Janež 1992: 354)
"Na Zapisnik zaradi povezave izpovedi in komentarja deloma spominja roman Obleganje neba (1979), spominski zapis človeka, zdaj duševnega bolnika, ki je preživel vojno in ga zasledujeta travmatizirano otroštvo in begunska usoda. Tudi to zgodbo spremljajo razlage strokovnjakov, ki ne morejo odkriti objektivnih, dokazljivih okoliščin njegove zapletene usode, pri čemer vojna pričevanja dobijo mitino razsežnost." (Glušič 2005: 972)
"Zaradi tako zastavljene fabule pripovedovalca ne zanimajo razvidna in ostro definirana razmerja med vojskujočimi se silami v drugi svetovni vojni, saj so ta predmet zgodovinopisja, ne pa literature. V središču njegovega zanimanja je posameznik, ki je to vojno preživel, a se ne more zaradi travmatičnih doživetij vključiti v povojni način življenja. Njegovo duševnost še kar naprej zaposluje nekdanje ubijanje, nenaravne smrti in medsebojna obračunavanja. Vojna, ki jo pripovedovalec posreduje skozi pacientove zapiske, je predvsem obdobje razkroja humanistične podobe sveta, ki ga ni mogoče pozabiti niti določiti meje med normalnim in patološkim. (Bernik 2005: 281)